# Camptoneuromyia rubifolia
Camptoneuromyia rubifolia är en tvåvingeart som beskrevs av Ephraim Porter Felt 1908. Camptoneuromyia rubifolia ingår i släktet Camptoneuromyia och familjen gallmyggor. Inga underarter finns listade i Catalogue of Life.